# Антоновский железнодорожный мост
Антоновский железнодорожный мост (укр. Антонівський залізничний міст) — разрушенный мост через Днепр в Херсонской области Украины на железнодорожной линии Херсон — Джанкой Одесской железной дороги.

## История
План соединить короткой и удобной железной дорогой через Днепр южные области Украины и Крым вынашивали ещё в довоенное время. В 1939 году было начато строительство железнодорожного моста за Антоновкой. На берегу установили первые опоры. Тем не менее в связи с угрозой Второй мировой войны строительство прекратилось. Существуют фотографии и киносъёмки (1943) немецкого железнодорожного моста, который находился на несколько метров ниже по течению Днепра от нынешнего. В 1949 году строительство моста поручили железнодорожному полку. Здесь вырос посёлок, была создана промышленная площадка. 12 декабря 1954 года железнодорожный мост, соединивший правобережье юга Украины с Крымом, был сдан в эксплуатацию.
В ходе российского вторжения на Украину ВСУ наносили удары по мосту с целью блокировать группировку войск РФ на правом берегу Днепра. В ноябре 2022 года в ходе российского отступления с правого берега Днепра ВС РФ взорвали четыре моста через Днепр, в том числе и Антоновский железнодорожный мост.